# Thijs Dallinga
Thijs Dallinga (sinh ngày 3 tháng 8 năm 2000) là một cầu thủ bóng đá chuyên nghiệp người Hà Lan thi đấu ở vị trí tiền đạo cho câu lạc bộ Toulouse tại Ligue 1 và đội tuyển quốc gia Hà Lan.

## Danh hiệu
Toulouse
- Coupe de France: 2022–23[3]

Cá nhân
- Vua phá lưới Eerste Divisie: 2021–22[4]